# Жидкий гелий

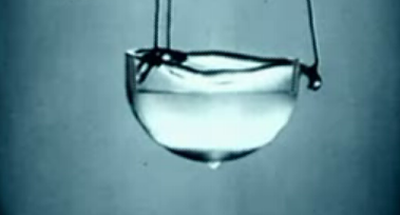
Жидкий гелий

Жи́дкий ге́лий — жидкое агрегатное состояние гелия. Представляет собой бесцветную прозрачную жидкость, кипящую при температуре 4,2 К (для изотопа 4He при нормальном атмосферном давлении). Плотность жидкого гелия при температуре 4,2 К составляет 0,13 г/см³. Обладает малым показателем преломления, из-за чего его трудно увидеть.
При определённых условиях жидкий гелий представляет собой квантовую жидкость, то есть жидкость, в макроскопическом объёме которой проявляются квантовые свойства составляющих её атомов. Из-за квантовых эффектов (нулевые колебания), при нормальном давлении гелий не затвердевает даже при абсолютном нуле. Твёрдый гелий в α-фазе удаётся получить лишь при давлении выше 25 атм.

## История исследований
История получения и исследований жидкого гелия тесно связана с историей развития криогеники.
- В 1898 году Дьюаром получено около 20 см³ жидкого водорода.
- В 1906 году Камерлинг-Оннес наладил линию полупромышленного получения жидкого водорода, дающую до 4 литров в час.
- В 1908 году он же сумел добиться конденсации жидкого гелия в объёме 0,06 литра (Нобелевская премия по физике за 1913 год). Для опыта потребовалось 20 литров жидкого водорода, полученного при помощи линии, созданной двумя годами ранее. Низкие температуры, необходимые для конденсации гелия, были достигнуты при адиабатическом дросселировании водорода (см. эффект Джоуля — Томсона).
- В 1930 году[3] Виллем Хендрик Кеезом обнаружил наличие фазового перехода в жидком гелии при температуре 2,17 К и давлении насыщенных паров 0,005 МПа. Он назвал фазу, устойчивую выше температуры 2,17 K, гелием-I, а фазу, устойчивую ниже этой температуры — гелием-II. Также он наблюдал связанные с этим аномалии в теплопроводности (и даже называл гелий-II «сверхтеплопроводным»), теплоёмкости, текучести гелия.
- В 1938 году П. Л. Капица открыл сверхтекучесть гелия-II (Нобелевская премия по физике за 1978 год). Квантовомеханическое объяснение явления было дано Л. Д. Ландау в 1941 году (Нобелевская премия по физике за 1962 год).
- В 1948 году удалось сжижить и гелий-3.
- В 1972 году в жидком гелии-3 также был обнаружен фазовый переход. Позже было экспериментально показано, что ниже 2,6 мК и при давлении 34 атм гелий-3 действительно становится сверхтекучим. (Нобелевская премия по физике за 2003 год.)

## Физические свойства
Физические свойства гелия сильно отличаются у изотопов 4He и 3He:
| Свойство                            | Свойство                            | 4He                | 3He                |
| ----------------------------------- | ----------------------------------- | ------------------ | ------------------ |
| Температура плавления, К            | Температура плавления, К            | 2,0 (при 3,76 МПа) | 1,0 (при 3,87 МПа) |
| Температура кипения, К              | Температура кипения, К              | 4,215              | 3,19               |
| Минимальное давление плавления, атм | Минимальное давление плавления, атм | 25                 | 29 (0,3 K)         |
| Плотность газообразного, кг/м³      | Плотность газообразного, кг/м³      | 0,178              | 0,134              |
| Плотность жидкого, кг/м³            | Плотность жидкого, кг/м³            | 145 (при 0 К)      | 82,35              |
| Крит. точка                         | tкрит, К                            | 5,25               | 3,35               |
| Крит. точка                         | pкрит, МПа                          | 0,23               | 0,12               |
| Крит. точка                         | dкрит, кг/м³                        | 69,3               | 41,3               |

## Свойства гелия-4
Жидкий гелий — бозе-жидкость, то есть жидкость, частицы которой являются бозонами.
Выше температуры 2,17 К гелий-4 ведёт себя как обычная криожидкость, то есть кипит, выделяя пузырьки газа. При достижении температуры 2,17 К (при давлении паров 0,005 МПа — так называемая λ-точка) жидкий 4Не претерпевает фазовый переход второго рода, сопровождающийся резким изменением ряда свойств: теплоёмкости, вязкости, плотности и других. В жидком гелии при температуре ниже температуры перехода одновременно сосуществуют две фазы, Не I и Не II, с сильно различающимися свойствами. Состояние жидкости в фазе гелия-II в некоторой степени аналогично состоянию бозе-конденсата (однако, в отличие от конденсата атомов разреженного газа, взаимодействие между атомами гелия в жидкости достаточно сильно, поэтому теория бозе-конденсата неприменима впрямую к гелию-II).

### Сверхтекучесть и сверхтеплопроводность

Фазовая диаграмма гелия-4

Фазовый переход в гелии хорошо заметен, он проявляется в том, что кипение прекращается, жидкость становится совершено прозрачной. Испарение гелия, конечно, продолжается, но оно идёт исключительно с поверхности. Различие в поведении объясняется необычайно высокой теплопроводностью сверхтекучей фазы (во много миллионов раз выше, чем у Не I). При этом вязкость нормальной фазы остаётся практически неизменной, что следует из измерений вязкости методом колеблющегося диска. С увеличением давления температура перехода смещается в область более низких температур. Линия разграничения этих фаз называется λ-линией.
Для He II характерна сверхтекучесть — способность протекать без трения через узкие (диаметром менее 100 нм) капилляры и щели. Относительное содержание He II растет с понижением температуры и достигает 100 % при абсолютном нуле температуры — с этим были связаны попытки получения сверхнизких температур путём пропускания жидкого гелия через очень тонкий капилляр, через который пройдет только сверхтекучая компонента. Однако за счёт того, что при близких к абсолютному нулю температурах теплоёмкость также стремится к нулю, добиться существенных результатов не удалось — за счёт неизбежного нагрева от стенок капилляра и излучения.
За счёт сверхтекучести и достигается аномально высокая теплопроводность жидкого гелия — теплопередача идёт не за счёт теплопроводности, а за счёт конвекции сверхтекучей компоненты в противоток нормальной, которая переносит тепло (сверхтекучая компонента не может переносить тепло). Это свойство открыто в 1938 году П. Л. Капицей.
Гелия в промежуточном состоянии между этими двумя в природе не существует: либо он при абсолютном нуле, либо он в другом состоянии, нормальном. Гелий в сверхтекучем состоянии не может давить на заслонку, и вообще сверхтекучая жидкость не может производить никакого давления, так как это жидкость, вязкость которой равняется нулю, — мы её динамическими методами обнаружить не можем.П. Л. Капица

### Второй звук
За счёт одновременного наличия двух фаз в жидком гелии, имеется две скорости звука и специфическое явление — так называемый «второй звук». Второй звук — слабозатухающие колебания температуры и энтропии в сверхтекучем гелии. Скорость распространения второго звука определяется из уравнений гидродинамики сверхтекучей жидкости в двухкомпонентной модели. Если пренебречь коэффициентом теплового расширения (который у гелия аномально мал), то в волне второго звука осциллируют только температура и энтропия, а плотность и давление остаются постоянными. Распространение второго звука не сопровождается переносом вещества.
Второй звук можно также интерпретировать как колебания концентрации квазичастиц в сверхтекучем гелии. В чистом 4He это колебания в системе ротонов и фононов.
Существование второго звука было предсказано теоретически Ландау; расчётное значение равнялось 25 м/с. Фактически измеренное значение составляет 19,6 м/с.

## Свойства гелия-3

Фазовая диаграмма гелия-3

Фазовая диаграмма раствора гелия-3 в гелии-4

Жидкий гелий-3 — это ферми-жидкость, то есть жидкость, частицы которой являются фермионами. В таких системах сверхтекучесть может осуществляться при определённых условиях, когда между фермионами имеются силы притяжения, которые приводят к образованию связанных состояний пар фермионов — так называемых куперовских пар (эффект Купера).
Куперовская пара обладает целым спином, то есть ведёт себя как бозон; поэтому вещество, состоящее из объединённых в куперовские пары фермионов, может переходить в состояние, подобное бозе-конденсату. Сверхтекучесть такого рода осуществляется для электронов в некоторых металлах и носит название сверхпроводимости.
Аналогичная ситуация имеет место в жидком 3He, атомы которого имеют спин ½ и образуют типичную квантовую ферми-жидкость. Свойства жидкого гелия-3 можно описать как свойства газа квазичастиц-фермионов с эффективной массой примерно в 3 раза большей, чем масса атома 3He. Силы притяжения между квазичастицами в 3He очень малы, лишь при температурах порядка нескольких милликельвинов в 3He создаются условия для образования куперовских пар квазичастиц и возникновения сверхтекучести. Открытию сверхтекучести у 3He способствовало освоение эффективных методов получения низких температур — эффекта Померанчука и магнитного охлаждения. С их помощью удалось выяснить характерные особенности диаграммы состояния 3He при сверхнизких температурах.
Переход нормальной ферми-жидкости в фазу А представляет собой фазовый переход II рода (теплота фазового перехода равна нулю). В фазе A образовавшиеся куперовские пары обладают спином 1 и отличным от нуля моментом импульса. В ней могут возникать области с общими для всех пар направлениями спинов и моментов импульса. Поэтому фаза А является анизотропной жидкостью. В магнитном поле фаза А расщепляется на две фазы (A1 и A2), каждая из которых также является анизотропной. Переход из сверхтекучей фазы А в сверхтекучую фазу В является фазовым переходом I рода с теплотой перехода около 1,5⋅10−6 дж/моль. Магнитная восприимчивость 3He при переходе А→В скачком уменьшается и продолжает затем уменьшаться с понижением температуры. Фаза В является, по-видимому, изотропной.

## Хранение и транспортировка
Как и другие криожидкости, гелий хранят в сосудах Дьюара. Гелий в них всегда хранится под небольшим давлением — за счёт естественного испарения жидкости. Это позволяет в случае небольшой негерметичности не допустить загрязнения гелия. Избыточное давление стравливается через клапан. На практике, так как гелий достаточно дорог, то, чтобы не выпускать газ в атмосферу, на головной части дьюара размещается соединительная часть для подсоединения дьюара к гелиевой сети, по которой газообразный гелий собирается для повторного использования. Как правило, на этом же узле крепится манометр для контроля давления и аварийный клапан.
Гелиевые дьюары переворачивать нельзя, для переливания содержимого применяют специальные сифоны.
Гелий имеет очень низкую теплоту испарения (в 20 раз меньше, чем у водорода), но зато высокую теплопроводность. Поэтому к качеству теплоизоляции гелиевых дьюаров предъявляются высокие требования. При повреждении вакуумной изоляции жидкость так бурно вскипает, что дьюар может взорваться. Как правило, для снижения потерь гелия на испарение используется «азотная рубашка» — непосредственно в вакуумной полости сосуда Дьюара расположена ещё одна оболочка, которая охлаждается кипящим жидким азотом (температура 77 К). За счёт этого удается существенно сократить теплообмен между гелием и атмосферой.
Жидкий гелий перевозят в специальных транспортных сосудах, выпускаемыми промышленно. В СССР и позднее в России выпускались сосуды типа СТГ-10, СТГ-25, СТГ-40 и СТГ-100 ёмкостью 10, 25, 40 и 100 литров, соответственно. Эти сосуды широко используются в российских лабораториях и в настоящее время. Сосуды с жидким гелием должны транспортироваться и храниться в вертикальном положении.

## Применение жидкого гелия

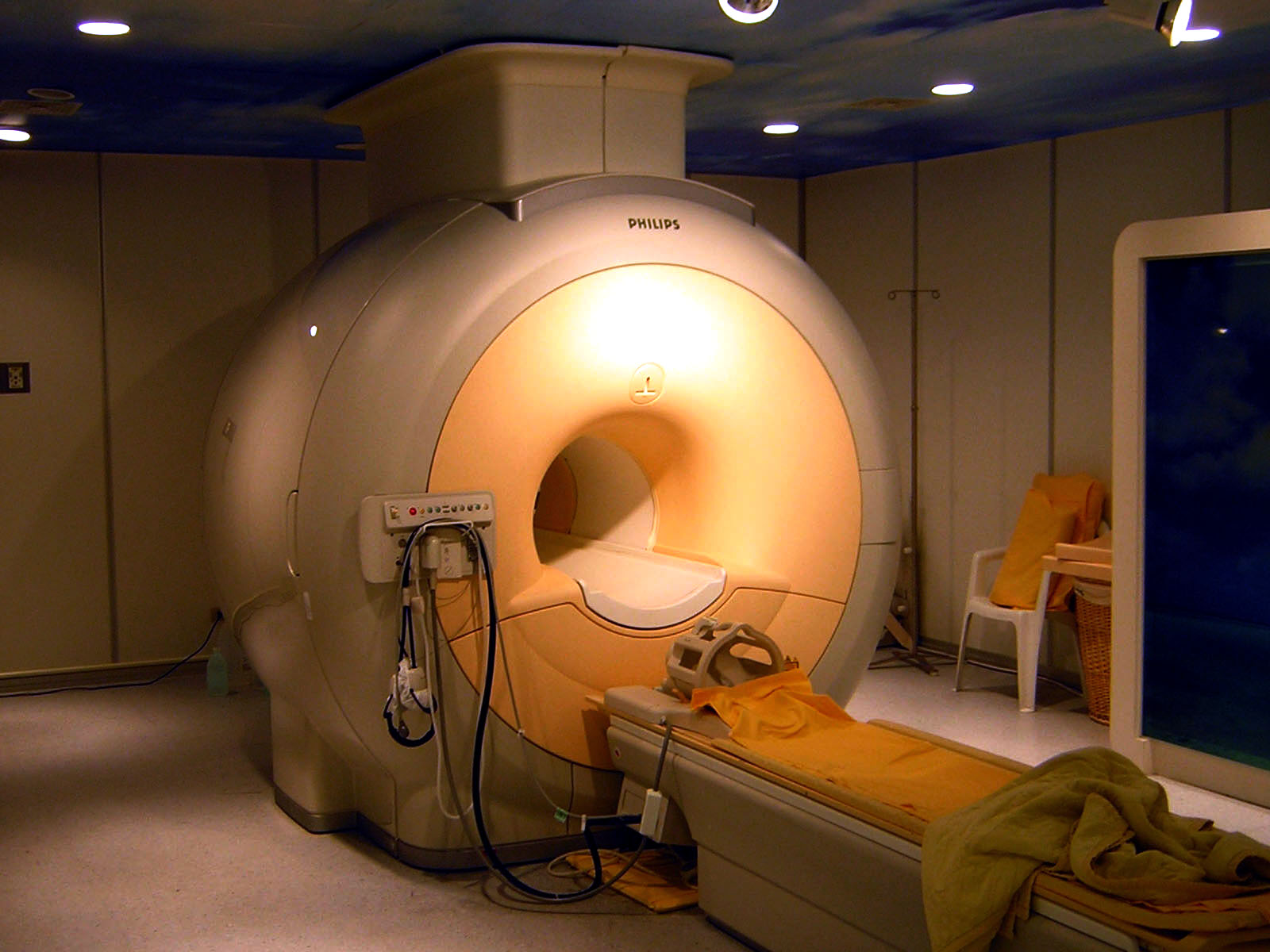
Современный ЯМР-томограф. Для охлаждения сверхпроводящих магнитов в нём используется жидкий гелий.

Жидкий гелий применяется в качестве хладагента для получения и поддержания низких и сверхнизких температур (в основном в научных исследованиях):
- охлаждение сверхпроводящих магнитов в различных научных, технических и медицинских устройствах, к примеру:
  - ускорители заряженных частиц
    - В Большом адронном коллайдере в ЦЕРНе используется 96 тонн жидкого гелия для охлаждения 1624 сверхпроводящих магнитов до температуры 1,9 K[5]

  - детекторы инфракрасного и высокочастотного излучения, сквид-магнетометры;
  - сканирующие туннельные микроскопы;
- использование в криостатах растворения[прояснить];
- криогенные электрические машины[прояснить].

### Научно-популярные ресурсы
- Свойства жидкого гелия — доклад академика П. Л. Капицы, «Природа», N12, 1997.

### Книги, обзорные статьи
- Сверхтекучий 3He: ранняя история глазами теоретика — нобелевская лекция Э. Дж. Леггетта, УФН, т. 174, № 11, 2003 г.
- Воловик Г., «Universe in a helium droplet», Oxford University Press, 2004, 529 стр., книга доступна на сайте автора (PDF, 3,5 Мб).